# Duangnapa Sritala
Duangnapa Sritala (thai: ดวงนภา ศรีตะลา), född 4 februari 1986, är en thailändsk fotbollsspelare.
Hon spelar som försvarare i det thailändska landslaget och för klubblaget Bangkok FC.